# Keith Warner
Keith Warner (* 6. Dezember 1956 in London) ist ein britischer Opernregisseur, der vor allem durch seine Wagner-Inszenierungen bekannt wurde.

## Leben
Keith Warner begeisterte sich nach eigenen Angaben seit seinem 14. Lebensjahr für Wagner. Von 1975 bis 1978 studierte er an der Universität Bristol. Danach arbeitete er als Schauspieler sowie in alternativen Theaterprojekten, wo er Theaterspielen als Therapie unterrichtete sowie für freie Theatertruppen (siehe Fringe (Theater)) inszenierte. Von 1981 bis 1989 war er als Regieassistent an der English National Opera, einem der beiden großen Opernhäuser in London tätig, seit 1985 auch an der Scottish Opera, Glasgow (Schottland). Ende der 1980er und Anfang der 1990er Jahre wirkte er als Regisseur und künstlerischer Leiter an der südenglischen New Sussex Opera (Sitz in Lewes, Brighton und Hove) sowie in den USA als künstlerischer Leiter an der Oper Omaha (Nebraska).
1999 war er bei den Bayreuther Festspielen der Regisseur des Lohengrin (im Spielplan 1999 bis 2003 sowie 2005). Seitdem ist er vielbeschäftigter Gast-Regisseur für Werke unterschiedlichster Komponisten an etlichen führenden europäischen Opernhäusern. Darunter sind die Dresdner Semperoper, die Oper Frankfurt und das Theater an der Wien. Zweimal inszenierte er Wagners Ring des Nibelungen, am Neuen Nationaltheater Tokio (NNTT) und an der Londoner Royal Opera (2004 bis 2006). Ab 2011 war er als künstlerischer Leiter der Oper Kopenhagen vorgesehen, sagte aber nach Streit über das Budget ab.